# Mont Boussuivre
Le mont Boussuivre est situé sur la commune de Violay. Son sommet, culminant à 999 mètres d'altitude, est coiffé par une petite clairière.
Une table d'orientation à 360° placée au sommet de la tour Matagrin permet de contempler, par temps clair, le mont Blanc très distinctement et toute la chaîne des Alpes émergeant de la brume à l'est.
Le panorama couvre le Roannais, Tarare et le Beaujolais, les Alpes depuis le massif du Mont-Blanc jusqu'au massif des Écrins, le Bugey et la plaine de Lyon en avant plan. Au sud apparaissent les crêts du Pilat, le Mézenc, les monts du Forez et de la Madeleine.

## Toponymie
Le lieu est mentionné dès 1239 dans le cartulaire du Lyonnais sous le nom de Dalmatus de Beaucero. Au XIVe siècle le nom devient Buessuevre puis Boussièvre et enfin Boussuivre, donnant par extension son nom au ruisseau prenant sa source sur le mont et s'écoulant dans une vallée encaissée le versant rhodanien pour enfin jeter dans la Turdine à Tarare. Le chantier de la jonction autoroutière A89 Balbigny/La Tour de Salvagny emprunte cette même vallée.

## Géographie

### Faune et flore
Les abords immédiats du sommet sont boisés de feuillus et de conifères. On compte parmi les essences les plus représentées :
- sapin de Douglas (Pseudotsuga) ;
- épicéa commun (Picea abies) ;
- mélèze d'Europe (Larix decidua) ;
- hêtre européen (Fagus sylvatica).

## Histoire

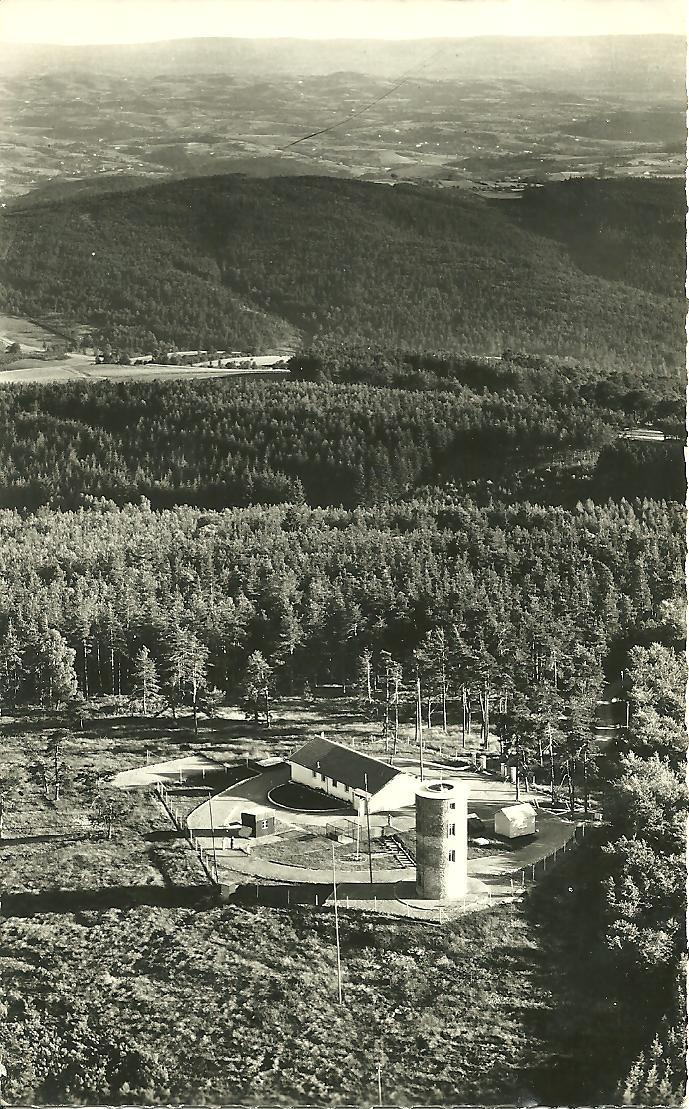
Vue aérienne du sommet du mont Boussuivre avec la base militaire avant la construction du relais hertzien.

Le site a été un des points de triangulation de la France. Une borne en pierre de l'époque napoléonienne insérée dans la maçonnerie de la tour Matagrin témoigne de ce passé.
La tour Matagrin est un édifice circulaire en pierre datant de 1876. C'était autrefois un relais de chasse construit pour l'usage d'un notaire, maître Matagrin, alors propriétaire des terrains alentour. Le bâtiment était initialement pourvu d'un toit conique recouvert d'ardoises qui a disparu à la Libération.
Plus tard, une base militaire de l'armée de l'Air y était installée et le site servait de repère pour l'aviation civile et militaire. En 2007, la mairie a soumis le projet de trois architectes à la population afin de choisir le mode de réhabilitation du bâtiment comprenant notamment la remise en place d'un toit comme sur le plan d'origine. Le 6 avril 2012, un nouveau toit est hissé au sommet et la Tour Matagrin reprend son aspect originel.
Une deuxième tour, plus haute, a été construite à proximité de la tour Matagrin. Il s'agit d'un relais hertzien de télécommunications. C'est ce deuxième repère qui est visible à plusieurs dizaines de kilomètres à la ronde et qui permet de situer précisément Violay.